# Cyphostemma kaniamae
Cyphostemma kaniamae är en vinväxtart. Cyphostemma kaniamae ingår i släktet Cyphostemma och familjen vinväxter.

## Underarter
Arten delas in i följande underarter:
- C. k. kaniamae
- C. k. tanzaniae